# Lienjünkang
Lienjünkang (egyszerűsített kínai írással: 连云港) prefektúra szintű város Kínában, Csiangszu tartományban. Lakosainak száma 4 599 360 fő (2020).

## Népesség
| 2010 | 4 393 482 |
| 2020 | 4 599 360 |

## Testvérvárosok
- City of Greater Geelong
- Mokpho
- Napier
- Volzsszkij
- Szakai
- Mombasa
- Biskek